# Illan Meslier
Illan Stéphane Meslier (* 2. März 2000 in Lorient) ist ein französischer Fußballtorwart, der beim englischen Zweitligisten Leeds United unter Vertrag steht. Er ist ehemaliger Nachwuchsnationalspieler.

## Karriere

### Verein
Der im westfranzösischen Lorient geborene Illan Meslier begann seine fußballerische Ausbildung als Fußballtorwart bei der ES Merlevenez, bevor er sich im Jahr 2009 der Nachwuchsabteilung des FC Lorient anschloss. Dort stieg er in diversen Altersklassen auf und entwickelte sich zu einem der größten Talente des Landes. In der Saison 2017/18 stand er erstmals für die Reservemannschaft in der viertklassigen Championnat National 2 zwischen den Pfosten. Am 1. Februar 2018 unterzeichnete er seinen ersten professionellen Vertrag bei den Merlus. Insgesamt bestritt er in dieser Spielzeit 16 Ligaspiele.
Zur folgenden Saison 2018/19 wurde er in die erste Mannschaft befördert. Am 14. August 2018 debütierte er beim 1:0-Ligapokalsieg gegen den FC Valenciennes in der Herrenauswahl. In der Liga war er von Cheftrainer Mickaël Landreau vorerst als Ersatztorhüter hinter Danijel Petković eingeplant, verdrängte diesen jedoch im November 2018 endgültig. Bis Saisonende kam er anschließend in sämtlichen Ligaspielen zum Einsatz und beendete die Spielzeit mit 28 Ligaeinsätzen, in denen er trotz seines jungen Alters überzeugen konnte.
Am 8. August 2019 wechselte Illan Meslier auf Leihbasis für die gesamte Saison 2019/20 zum englischen Zweitligisten Leeds United, der sich auch eine Kaufoption sicherte. Er begann die Spielzeit als Ersatztorwart hinter der Nummer eins Kiko Casilla und konkurrierte mit dem jungen Kamil Miazek um einen Platz auf der Ersatzbank. Daneben war er für die U23-Mannschaft im Einsatz und erhielt dort erstmals im Dezember 2019 als Elfmeter-Killer eine breitere Aufmerksamkeit, da er drei Strafstöße parieren konnte. Am 6. Januar 2020 ermöglichte der Cheftrainer Marcelo Bielsa ihm im FA-Cup-Spiel gegen den FC Arsenal sein Debüt. Er wurde im Anschluss an die Partie für seine hervorragende Leistung gelobt, konnte jedoch die 0:1-Auswärtsniederlage nicht verhindern. Ab Ende Februar 2020 kam er regelmäßig zum Einsatz, nachdem Stammtorhüter Kiko Casilla ausfiel, und behielt auch nach dessen Rückkehr den Platz als Stammtorhüter. Er beendete die Spielzeit mit 10 Ligaeinsätzen und stieg mit der Mannschaft in die Premier League auf. Nach der Saison zog Leeds United die Kaufoption und stattete Meslier mit einem Dreijahresvertrag aus. Auch in der Premier League konnte Meslier seinen Stammplatz behalten. Nach drei Spielzeiten stieg er mit der Mannschaft 2023 wieder in die zweite Liga ab.

### Nationalmannschaft
Zwischen Februar 2018 und April 2018 absolvierte Illan Meslier drei Länderspiele für die französische U18-Nationalmannschaft. Zeitgleich begann er für die U19 zu spielen und absolvierte für diese Altersklasse bis November 2018 fünf Spiele. Von März bis Mai 2019 war er viermal für die U20 im Einsatz. Mit dieser Auswahl nahm er an der U20-Weltmeisterschaft 2019 in der Ukraine teil, wo er in zwei Partien das Tor hütete. Ende Mai 2021 gab er im Viertelfinale der U21-Europameisterschaft 2021 sein Debüt im Trikot der U21 und scheiterte mit ihr in diesem Spiel an den Niederlanden.

### Erfolge
- Aufstieg in die Premier League: 2020